# Lužany (district de Jičín)
Pour les articles homonymes, voir Lužany.
Lužany (en allemand : Luschan) est une commune du district de Jičín, dans la région de Hradec Králové, en République tchèque. Sa population s'élevait à 590 habitants en 2022.

## Géographie
Lužany se trouve à 8 km à l'est du centre de Jičín, à 36 km au nord-nord-est de Hradec Králové et à 84 km au nord-est de Prague.
La commune est limitée par Dřevěnice, Úbislavice et Nová Paka au nord, par Choteč à l'est, par Konecchlumí et Kovač au sud, et par Kacákova Lhota et Úlibice à l'ouest.

## Histoire
La première mention écrite de la localité date de 1052

## Galerie

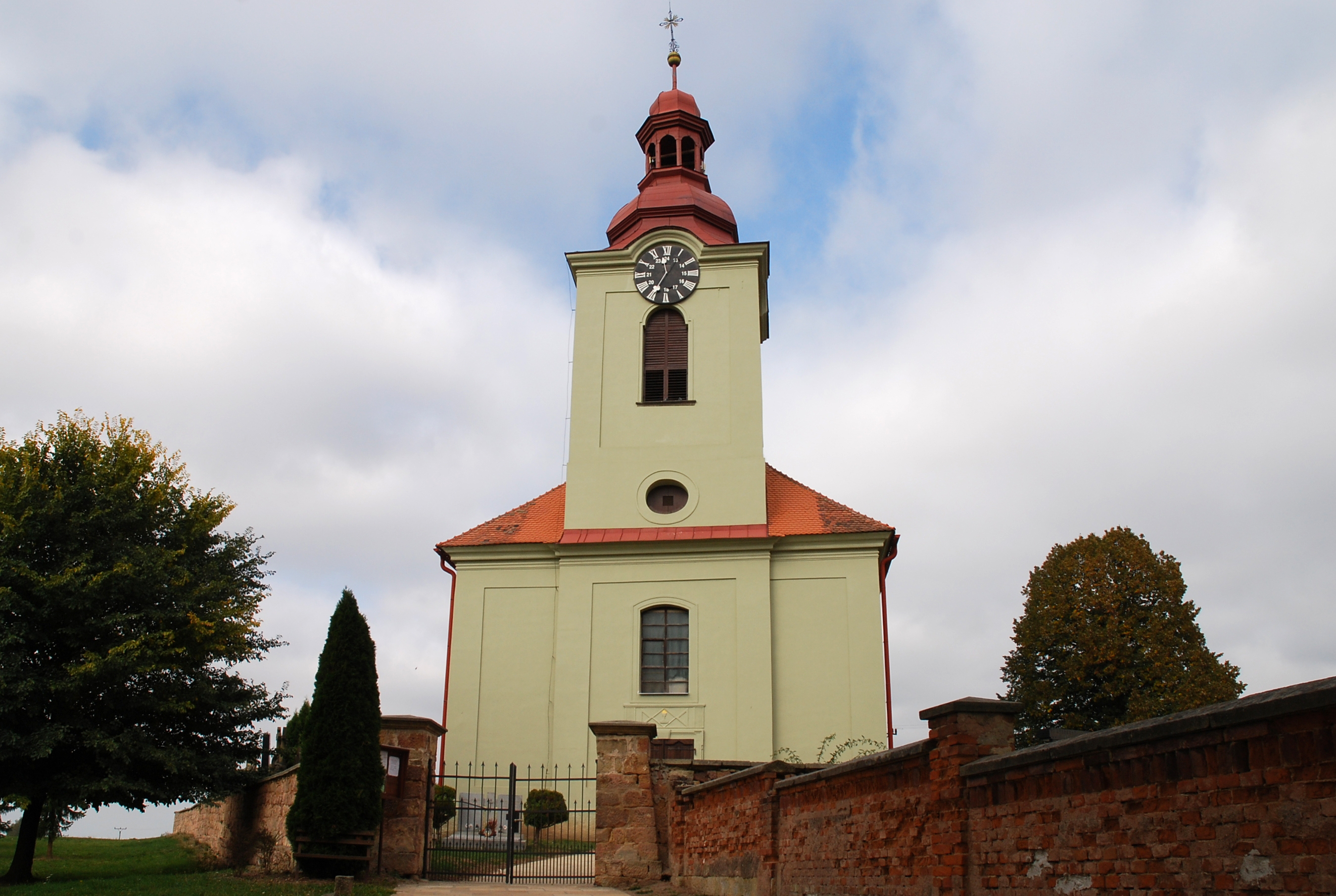
Église Sainte-Marie-Madeleine.

## Transports
Par la route, Lužany se trouve à 10 km de Jičín, à 41 km de Hradec Králové et à 104 km de Prague. 